# آهنغران عليا (مقاطعة دلفان)
آهنغران عليا (بالفارسية: اهنگران علیا) هي مستوطنة تقع في قسم ايتيوند الشمالي الريفي (مقاطعة دلفان) في إيران. يقدر عدد سكانها بـ 37 نسمة بحسب إحصاء 2016.